# Église Saint-Préjet de Malicorne
L'église Saint-Préjet est une église catholique située à Malicorne, en France.

## Localisation
L'église est située dans le département français de l'Allier, sur la commune de Malicorne, près de Commentry.

## Historique
L'église est mise sous le vocable de saint Préjet, c'est-à-dire Priest de Clermont, évêque d'Auvergne au VIIe siècle.
L'édifice est classé au titre des monuments historiques en 1932 et 1939, et inscrit en 2004.